# Ernst von Otto
Ernst von Otto (Bautzen, 16 de diciembre de 1799-Berlín, 25 de mayo de 1863) fue un botánico y profesor alemán, nacido en el Estado de Sajonia.

## Obras
- 1852. " Additamente zur Flora des Quadergebirges in der Gegend um Dresden und Dippoldlswalde enthaltend meist noch nicht oder wenig bekannte fossile pflanzen (Addenda a la flora de los bloques de montaña en los alrededores de Dresde y Dippoldlswalde con fósiles de plantas por lo general"), pt. 1, pl. v, figs. 1-3, 5, 6